# Cantó de Barbezieux-Saint-Hilaire
El cantó de Barbezieux-Saint-Hilaire és un cantó francès del departament del Charente, situat al districte de Cognac. Té 17 municipis i el cap és Barbezieux-Saint-Hilaire.

## Municipis
- Angeduc
- Barbezieux-Saint-Hilaire
- Barret
- Berneuil
- Brie-sous-Barbezieux
- Challignac
- Guimps
- Lachaise
- Ladiville
- Lagarde-sur-le-Né
- Montchaude
- Saint-Aulais-la-Chapelle
- Saint-Bonnet
- Saint-Palais-du-Né
- Saint-Médard
- Salles-de-Barbezieux
- Vignolles

| Data d'elecció                           | Identitat        | Partit                         | Qualitat |
| ---------------------------------------- | ---------------- | ------------------------------ | -------- |
| 1945-1951                                | Mme Nau          | RPF                            |          |
| 1951-1970                                | M. Menanteau     | radical                        |          |
| 1970-1982                                | Jean Pauquet     | radical, després Divers droite |          |
| 1982-2008                                | Pierre Bobe      | UDF-radical                    |          |
| 2008-                                    | André Meuraillon | Divers droite                  |          |
| les dades anteriors no són pas conegudes |                  |                                |          |
|                                          |                  |                                |          |